# Missinko
Missinko è un arrondissement del Benin situato nella città di Toviklin (dipartimento di Kouffo) con 7.611 abitanti (dato 2006).